# Karl Adolf von Lex
Carl Adolf Lex  (auch: Karl Adolf Lex, Adolf Lex, Karl Adolph von Lex und Namensvarianten; * 17. September 1804 in Nassau; † 10. September 1883 in Wiesbaden) war ein deutscher Historiker, Publizist und Geheimer Kabinettsrat im Königreich Hannover. Er war der Privatsekretär von König Georg V. und galt als „[...] Hand und Auge“ seines Landesherrn, hinter dem er als eigene Persönlichkeit jedoch fast verschwand.

## Leben

### Familie
Karl Adolph von Lex war ein Spross der Familie Lex, deren Mitglieder in Diensten des Fürstentums Nassau-Saarbrücken, des Fürsten- beziehungsweise Herzogtums Nassau und des Königreichs Hannover standen.

### Werdegang
Geboren 1804 während der sogenannten „Franzosenzeit“ in Wiesbaden, besuchte Carl Adolph Lex in Weilburg das Gymnasium, bevor er ab 1822 in Göttingen die Georg-August-Universität bezog, wo er am 12. November 1827 als Dr. phil. promovierte. Ab 1827 bis 1838 war er als Privatdozent in Göttingen tätig. In dieser Zeit arbeitete er unter anderem von 1827 bis 1831 mit an den von dem Historiker Karl Heinrich Ludwig Pölitz begründeten Jahrbüchern der Geschichte und Staatskunst.
Zeitweilig parallel zu seiner Tätigkeit in Göttingen arbeitete Lex von 1832 bis zum ersten Jahr der Deutschen Revolution 1848 als Redakteur der Hannoverschen Zeitung
Nach dem Regierungsantritt König Georgs V. von Hannover 1851 wurde Carl Adolph Lex noch im selben Jahr zum königlichen Hofrat ernannt, rund fünf Jahre später 1856 zum hannoverschen Staatsrat erhoben. 1866 schließlich – durch die Folgen der Schlacht bei Langensalza zugleich auch das letzte Jahr des Königreichs Hannover – beförderte der König seinen Vertrauten zum Geheimen Kabinettsrat.

## Schriften
- Carl Adolf Lex: Urlaubsbriefe aus Paris. Der Geheime Kabinettsrat Dr. Lex schreibt an König Georg (= Welfenschriften, Heft 47), 32 z. T. illustrierte Seiten, hrsg. von Carz Hummel, Wedemark: Hummel, 2010
- Adolf Lex: Mit König Georg nach Langensalza. Tagebuchnotizen (= Welfenschriften, Heft 52), 24 Seiten, illustriert, hrsg. und kommentiert von Gisela Hummel, Wedemark: Carz und Gisela Hummel, 2011

## Archivalien
Archivalien zu Karl Adolph von Lex und dessen Familie finden sich beispielsweise
- als Depositum Familienarchiv Lex im Landesarchiv Baden-Württemberg, Abteilung Hauptstaatsarchiv Stuttgart, Signatur P 3, darin Dokumente hinsichtlich
  - Ernennungen, Besoldung, Thronbesteigung König Georgs V. von Hannover, Ordensdiplome, Korrespondenz vor allem mit Mitgliedern des Welfen, Gedichte von Karl Adolph Lex, Material über eine Reise nach London 1853, Vermögensverwaltung[4]